# Classi G e H (cacciatorpediniere)
Le classi G e H sono state una classe di 24 cacciatorpediniere della Royal Navy britannica varati tra il 1935 ed il 1939. Servirono nella seconda guerra mondiale durante la quale 17 unità vennero distrutte. Due unità vennero trasferite alla Royal Canadian Navy e alla Marina militare polacca. Altre navi vennero costruite per le marine militari di Argentina, Grecia e Brasile.

## Progetto

### Classe G
Le unità della classe G vennero ordinate nell'ambito del programma di costruzioni navali del 1933, mentre le H seguirono nel 1934. Le nuove classi erano molto simili alle precedenti unità classe F, con una leggera diminuzione delle dimensioni dovuta alla riduzione della grandezza delle turbine. L'armamento era uguale nelle due classi e l'alzo massimo di 40° dei cannoni CP Mark XVII venne ottenuto con il semplice uso dell'inclinazione dei ponti. La Gloworm sperimentò i nuovi tubi lanciasiluri quintupli PR Mk. I mentre le altre unità della classe vennero equipaggiate col tradizionale impianto quadruplo Mk. VIII. Tutte le navi della classe ebbero l'albero maestro singolo e quello più avanzato a tripode.

### Classe H
Le unità delle classe H erano semplici ripetizioni delle G con una soluzione differente per portare l'alzo dei pezzi a 40°. Venne modificata la culatta dei cannoni e installato il nuovo modello CP Mk. XVIII che non aveva necessità di modifiche al ponte. Nonostante la disponibilità di tubi lanciasiluri quintupli questi non vennero installati per non caricare eccessivamente le unità. Miglioramenti progettuali e un maggiore uso della saldatura portarono ad una diminuzione del dislocamento di circa 50 tonnellate.

### Capoflottiglia
Come per le classi E e F le unità capoflottiglia vennero costruite in base ad un progetto ingrandito, con un ulteriore pezzo da 120 mm tra i fumaioli, venendo basate sulla capoflottiglia della classe F, la Faulknor. La Greenville venne costruita più corta utilizzando un diverso tipo di caldaie Yarrow compatte. La Hardy era invece riconoscibile grazie all'albero a tripode. Entrambe le unità andarono perdute nelle prime battute della seconda guerra mondiale, non ricevendo quindi alcuna modifica.

### Classe Havant
Le unità classe Havant vennero impostate nel 1938 per il Brasile. Avevano l'albero di prua singolo, mentre quello di poppa aveva una configurazione a tripode. Vennero completate senza il cannone in posizione Y sul cassero di poppa, permettendo quindi l'imbarco di un maggior numero di cariche di profondità. I fumaioli vennero ribassati per ampliare il campo di tiro delle artiglierie antiaeree. Vennero completate equipaggiate solo di telemetri, venendo in seguito dotate di un sistema controllo fuoco con telemetro integrato sul ponte di comando, a differenza delle sorelle che ebbero i due sistemi separati.
Dopo l'ingresso in servizio con la Royal Navy, la Handy e la Hearty vennero ribattezzate rispettivamente Harvester e Hesperus, per evitare confusione con la Hardy.
Inizialmente le sei unità formarono la 9 Flottiglia cacciatorpediniere della Home Fleet assegnata alla protezione antisommergibile di Scapa Flow. Negli ultimi mesi del 1940 la Flottiglia venne trasferita al Western Approaches Command e ridesignata 9º Gruppo di scorta. Nel marzo 1942, le cinque unità rimaste vennero designate capoflottiglia della Mid-Ocean Escort Force.

## Navi

### Royal Navy

#### Classe G
| Nome      | Pennant number | Costruttori                                         | Impostazione      | Varo              | Completamento    | Fine |
| --------- | -------------- | --------------------------------------------------- | ----------------- | ----------------- | ---------------- | --- |
| Gallant   | H59            | Alexander Stephen and Sons, Linthouse               | 15 settembre 1934 | 26 settembre 1935 | 25 febbraio 1936 | Dichiarata non riparabile dopo aver colpito una mina nei pressi di Malta il 20 gennaio 1941                                                          |
| Garland   | H37            | Fairfield Shipbuilding & Engineering Company, Govan | 22 agosto 1934    | 24 ottobre 1935   | 3 marzo 1936     | Trasferita alla Marina militare polacca come ORP Garland nel 1940. Nel dopoguerra venne trasferita alla Marina militare olandese e demolita nel 1964 |
| Gipsy     | H63            | Fairfield, Govan                                    | 4 settembre 1934  | 7 novembre 1935   | 22 febbraio 1936 | Affondata da una mina nei pressi di Harwich il 21 novembre 1939                                                                                      |
| Glowworm  | H92            | John I. Thornycroft & Company, Woolston             | 15 agosto 1934    | 22 luglio 1935    | 22 gennaio 1936  | Affondata dall'incrociatore tedesco Admiral Hipper l'8 aprile 1940                                                                                   |
| Grafton   | H89            | Thornycroft                                         | 30 agosto 1934    | 18 settembre 1935 | 20 marzo 1936    | Affondata dall'U 69 il 29 maggio 1940 |
| Grenade   | H86            | Stephen                                             | 3 ottobre 1934    | 12 novembre 1935  | 28 marzo 1936    | Affondata da un attacco aereo durante la battaglia di Dunkerque il 29 maggio 1940                                                                    |
| Grenville | H03            | Yarrow & Company, Scotstoun                         | 29 settembre 1934 | 15 agosto 1935    | 1º luglio 1936   | Affondata da una mina il 19 gennaio 1940 |
| Greyhound | H05            | Vickers-Armstrongs, Barrow-in-Furness               | 20 settembre 1934 | 15 agosto 1935    | 1º febbraio 1936 | Affondata da aerei da picchiata tedeschi durante la battaglia di Creta il 22 maggio 1941                                                             |
| Griffin   | H31            | Vickers Armstrongs, Barrow                          | 20 settembre 1934 | 15 agosto 1935    | 6 marzo 1936     | Trasferita alla Royal Canadian Navy come HMCS Ottawa                                                                                                 |

#### Classe H
| Nome     | Pennant number       | Costruttori                                         | Impostazione     | Varo             | Completamento     | Fine |
| -------- | -------------------- | --------------------------------------------------- | ---------------- | ---------------- | ----------------- | --- |
| Hardy    | (H87) Capoflottiglia | Cammell Laird & Company, Birkenhead                 | 30 maggio 1935   | 7 aprile 1936    | 11 dicembre 1936  | Affondata dal cacciatorpediniere tedesco Georg Thiele il 10 aprile 1940 nella prima battaglia navale di Narvik.            |
| Hasty    | H24                  | William Denny and Brothers, Dumbarton               | 15 aprile 1935   | 5 maggio 1936    | 11 novembre 1936  | Silurata dalla motosilurante tedesca S-55 il 14 giugno 1942, affondata nei pressi di Derna dalla Hotspur il 15 giugno 1942 |
| Havock   | H43                  | Denny                                               | 15 maggio 1935   | 7 luglio 1936    | 16 gennaio 1937   | Arenata nei pressi di Kélibia, Tunisia, e autoaffondata l'8 aprile 1942                                                    |
| Hereward | H93                  | Vickers Armstrongs, Walker                          | 28 febbraio 1935 | 10 marzo 1936    | 9 dicembre 1936   | Affondata da aerei Ju 87 nei pressi di Plaka, Creta il 29 maggio 1941                                                      |
| Hero     | H99                  | Vickers Armstrong, Walker                           | 28 febbraio 1935 | 10 marzo 1936    | 21 ottobre 1936   | Trasferita alla Royal Canadian Navy come HMCS Chaudiere                                                                    |
| Hostile  | H55                  | Scotts Shipbuilding & Engineering Company, Greenock | 27 febbraio 1935 | 24 gennaio 1936  | 10 settembre 1936 | Danneggiata da una mina italiana il 23 agosto 1940 e affondata dalla Hero                                                  |
| *Hotspur | H01                  | Scotts                                              | 27 febbraio 1935 | 23 marzo 1936    | 29 dicembre 1936  | Venduta alla Repubblica Dominicana nel 1949                                                                                |
| *Hunter  | H35                  | Swan Hunter, Wallsend                               | 27 marzo 1935    | 25 febbraio 1936 | 30 settembre 1936 | Affondata da cacciatorpediniere tedeschi il 10 aprile 1940 durante la prima battaglia navale di Narvik                     |
| Hyperion | H97                  | Swan Hunter                                         | 27 marzo 1935    | 8 aprile 1936    | 3 gennaio 1937    | Affondata da una mina italiana nei pressi di Pantelleria il 22 dicembre 1940                                               |

#### ClasseHavant
| Nave                            | Pennant Number | Costruttori                | Varo              | Fine |
| ------------------------------- | -------------- | -------------------------- | ----------------- | --- |
| Harvester, ex-Handy, ex-Jurua   | H19            | Vickers Armstrongs, Barrow | 29 settembre 1939 | Affondata dall'U-432 l'11 marzo 1943                                                                           |
| Havant, ex-Javary               | H32            | J. Samuel White, Cowes     | 17 luglio 1939    | Danneggiata da un attacco aereo durante la battaglia di Dunkirk il 1º giugno 1940 e affondata dall'HMS Saltash |
| Havelock, ex-Jutahy             | H88            | White                      | 16 ottobre 1939   | Demolita nel 1946                                                                                              |
| Hesperus, ex-Hearty, ex-Juruena | H57            | Thornycroft                | 1º agosto 1939    | Demolita nel 1946                                                                                              |
| Highlander, ex-Juguaribe        | H44            | Thornycroft                | 19 ottobre 1939   | Demolita nel 1947                                                                                              |
| Hurricane, ex-Japarua           | H06            | Vickers Armstrongs, Barrow | 29 settembre 1939 | Affondata dall'U-415 il 24 dicembre 1943                                                                       |

### Marinha do Brasil

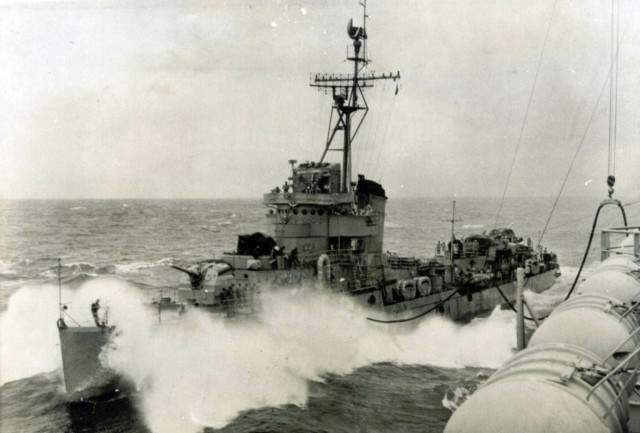
Il cacciatorpediniere brasiliano Acre

Il Brasile ordinò sei unità classe Jurua dal Regno Unito nel 1938 ma l'anno successivo queste unità vennero acquistate dalla Royal Navy allo scoppio del secondo conflitto mondiale, formando la classe Havant. Il governo brasiliano decise quindi di produrre in proprio i cacciatorpediniere, iniziando la costruzione della classe Acre nei cantieri di Ilha das Cobras, nei pressi di Rio de Janeiro. Il progetto era simile a quello della classe H, ceduto dal Regno Unito, ma con cannoni da 127 mm forniti dagli Stati Uniti. Nonostante venissero impostate nel 1940, le unità non entrarono in servizio che tra il 1949 ed il 1951.

### Armada de la Republica Argentina
Sette unità vennero costruite per la Armada de la República Argentina, designate Classe Buenos Aires e consegnate nel 1938. Vennero costruite nei cantieri Vickers Armstrongs di Barrow, Cammell Laird e John Brown & Company di Clydebank.

### Elliniko Polemikó Navtikó
Due unità, con un progetto leggermente modificato rispetto alle classe G, vennero costruite per la Elliniko Polemikó Navtikó, la marina militare greca, nei cantieri Yarrow. Vennero equipaggiate con cannoni tedeschi da 127 mm e pezzi antiaerei da 37 mm. Le armi vennero installate in Grecia in quanto la Germania rifiutò di inviare le armi in Gran Bretagna.
- Vasilefs Georgios: così battezzata in onore di Giorgio I di Grecia, servì con la marina greca durante la guerra Greco-Italiana. Danneggiata da aerei tedeschi, riuscì a raggiungere il cantiere navale di Salamina per le riparazioni. Danneggiata da ulteriori attacchi aerei, venne autoaffondata per evitare la cattura. I tedeschi recuperarono la nave per ripararla. L'unità entrò quindi in servizio con la Kriegsmarine come Hermes (ZG3) il 21 marzo 1942. Venne gravemente danneggiata al largo di Capo Bon il 30 aprile 1943, venendo autoaffondata il 7 maggio successivo.
- Vasilissa Olga: battezzata in onore della Regina Olga, servì durante la guerra Greco-Italiana. Insieme ad altre unità, riparò ad Alessandria d'Egitto nel maggio 1941, unendosi alle forze britanniche. Venne affondata da un attacco aereo mentre si trovava ancorata nella Baia di Lakki, a Lero, il 26 settembre 1943.

Due ulteriori unità, la Vasilefs Konstantinos e la Vasilissa Sofia, così battezzate in onore di Costantino I di Grecia e della Regina Sofia, dovevano essere costruite in Grecia, ma i lavori vennero interrotti allo scoppio della seconda guerra mondiale.